# Posthof (Linz)

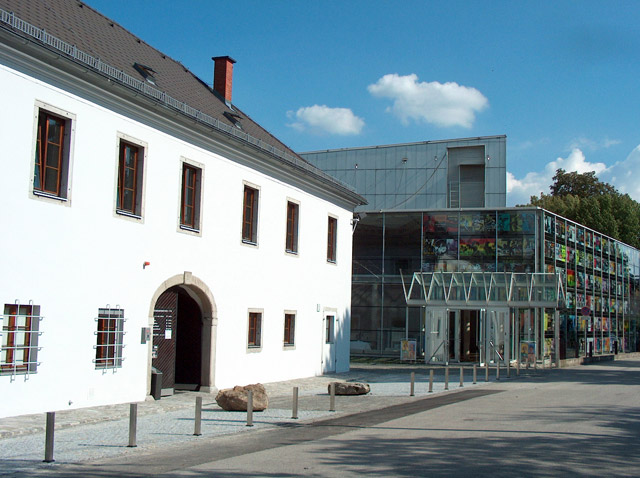
Posthof

Der Posthof ist ein Veranstaltungszentrum im Hafenviertel von Linz, Oberösterreich.

## Geschichte
Der denkmalgeschützte Bauernhof wurde 1984 von der Stadt Linz gekauft und zu einem modernen Veranstaltungsort für zeitgenössische Kunst und Kultur in Österreich adaptiert. Die Errichtung eines solchen Kultur- und Veranstaltungszentrum war nicht zuletzt auch eine Reaktion auf die jugendkulturellen Aktivitäten der 1980er Jahre, in denen die Jugend nach eigenen Veranstaltungsorten verlangte und auch in Linz und Umgebung Hausbesetzungen stattfanden. Vier Jahre vor Eröffnung des Posthofs war auch die von jugendlichen Aktivisten gegründete Stadtwerkstatt in ein leer stehendes Fabrikgebäude in Linz-Urfahr gezogen und wartete seither mit einem dichten Konzert- und Kunstprogramm auf.
Der Posthof erlebte in der folgenden Zeit immer wieder Modernisierungen und Erweiterungen und weist heute neben dem ursprünglichen Saal auch einen zugebauten, bis zu 1200 Personen fassenden Saal auf.
Pro Saison (von September bis Juni) finden etwa 220 Einzelveranstaltungen statt, die von rund 115.000 Personen besucht werden. Hinzu kommen November bis Mai je ein Monat lang dauernde Schwerpunkte in verschiedenen Kunst- und Kulturbereichen, die eine ebenso hohe Veranstaltungsdichte wie die übrige Saison aufweisen.

## Programm
Als Mehrsparten-Kulturzentrum für Musik, Tanz, Theater, Kleinkunst und Literatur deckt das Programmangebot dabei ein breites Spektrum aktueller Gegenwartskultur ab. Es reicht von Konzerten unterschiedlichster Musikrichtungen (etwa Rock, Pop, Metal, Jazz, Reggae, Drum and Bass, Hip-Hop) über Kleinkunst, Theater bis hin zu zeitgenössischem Tanz und Literatur.
Abseits der Saison, von November bis Mai, finden im Monatstakt – mit wöchentlich mehreren Ereignissen – Veranstaltungsreihen zu unterschiedlichen Schwerpunktthemen statt.
Neben der Präsentation (inter-)nationaler Größen ist die Förderung der Nachwuchsszene eines der wichtigsten Anliegen der künstlerischen Leitung. So wird etwa regelmäßig Linzer Bands die Möglichkeit geboten, als Vorgruppe vor einem größeren Publikum aufzutreten. Im Rahmen der Reihe Heimspiel wird von lokalen Künstlern einmal jährlich das gesamte Programm eines Monats bestritten (bis 1999 ausschließlich aus dem Musikbereich; ab 2000 darüber hinaus auch aus den Bereichen Tanz, Theater und Kleinkunst). Der zeitgenössischen Tanzszene wird bei Workshops mit bekannten Choreographen die Möglichkeit zur Weiterentwicklung geboten.

## Ausstattung
Die Vielfalt des Raumangebotes umfasst den Kleinen Saal (200 Steh- oder 100 Sitzplätze), den Mittleren Saal (850 Steh- oder 400 Sitzplätze) und den Großen Saal (1150 Steh- oder 600 Sitzplätze). Bei Veranstaltungen mit DJ-Programm werden auch noch weitere Räumlichkeiten zu Tanzflächen umfunktioniert.
Das im Posthof befindliche Posthof-Beisl rundet das kulturelle Gesamterlebnis Posthof ab.

## Leitung
- 1983–1985: Beni Altmüller, Ruth Matzinger
- 1985–1999: Werner Ponesch, Christian Strasser
- 2000–2010: Werner Ponesch, Wilfried Steiner
- seit 2011: Wilfried Steiner, Gernot Kremser